# 6689 Floss
6689 Floss è un asteroide della fascia principale. Scoperto nel 1981, presenta un'orbita caratterizzata da un semiasse maggiore pari a 2,2121406 UA e da un'eccentricità di 0,1724777, inclinata di 4,42174° rispetto all'eclittica.